# Гелльзау
Гелльзау (нім. Hellsau) — громада  в Швейцарії в кантоні Берн, адміністративний округ Емменталь.

## Географія
Громада розташована на відстані близько 27 км на північний схід від Берна.
Гелльзау має площу 1,5 км², з яких на 6,7% дозволяється будівництво (житлове та будівництво доріг), 69,3% використовуються в сільськогосподарських цілях, 24% зайнято лісами, 0% не є продуктивними (річки, льодовики або гори).

## Демографія
2019 року в громаді мешкало 211 осіб (+9,3% порівняно з 2010 роком), іноземців було 3,3%. Густота населення становила 143 осіб/км².
За віковим діапазоном населення розподілялося таким чином: 24,2% — особи молодші 20 років, 59,7% — особи у віці 20—64 років, 16,1% — особи у віці 65 років та старші. Було 80 помешкань (у середньому 2,6 особи в помешканні).
Із загальної кількості 129 працюючих 20 було зайнятих в первинному секторі, 73 — в обробній промисловості, 36 — в галузі послуг.